# Marwān Ier
Marwān Ier ou ʾAbū ʿAbd Al-Malik Marwān ibn Al-Ḥakam (en arabe : أبو عبد الملك مروان بن الحكم), né en 623 et mort en 685, est le quatrième calife omeyyade. Il succède à Muʿāwiya II en 684. Marwān Ier descend d'une autre branche omeyyade, à laquelle il donne son nom.

## Jeunesse et ascension vers le pouvoir
Marwān et son père Al-Ḥakam ibn ʾAbī Al-ʿĀṣ sont exilés à Taïf du temps de Mahomet. Lorsque ʿUṯmān ibn ʿAffān, qui est cousin d'Al-Ḥakam, devient calife, il leur demande de revenir à La Mecque. Marwān profite du soutien de ʿUṯmān et devient gouverneur de la ville. Il participe ensuite à une série de campagnes militaires en Afrique du Nord en 648.
Des insurgés viennent d'Égypte et d'Irak pour contester ʿUṯmān. Ils essaient de rallier ʿAlī ibn ʾAbī Ṭalib à leur mouvement mais ce dernier refuse. Un message intercepté par les insurgés accentue la méfiance entre ʿUṯmān et les insurgés. Portant le sceau de ʿUṯmān et une écriture ressemblant à celle de Marwān, cette lettre, adressée au gouverneur d'Égypte, lui enjoigne de réprimer l'insurrection à la source. Lorsque les insurgés arrivent à Médine, ils attaquent ʿUṯmān dans sa résidence et Marwān est blessé au cou lors de l'attaque. Laissé pour mort, il est caché et soigné, mais son cou reste tordu. Après la mort de ʿUṯmān en 656, Marwān perd son poste de gouverneur de La Mecque et soutient Aïcha (Āʾiša) bint (fille de) ʾAbī Bakr contre ʿAlī lors de la Première Fitna. Au cours de la bataille du Chameau la même année, Ṭalḥa ibn ʿUbayd Allāh, l'un des leaders du camp de ʿĀʾiša, meurt d'une hémorragie due à une flèche tirée dans sa cuisse. Selon certaines sources, c'est Marwān qui tire cette flèche.
En 662, peu après l'accession au pouvoir de Muʿāwiya Ier et la fondation du Califat omeyyade, Marwān est nommé gouverneur du Hedjaz. Il est ensuite chassé de Médine en 682 lorsque ʿAbd Allāh ibn Az-Zubayr se rebelle contre Yazīd Ier. Marwān part à Damas, où il est fait calife après l'abdication de Muʿāwiya II, fils et successeur de Yazīd Ier, en 684.

## Califat et mort
Le règne court (neuf mois) de Marwān Ier est marqué par une querelle à l'intérieur de la dynastie omeyyade et par la guerre contre l'« anti-calife » ʿAbd Allāh ibn Az-Zubayr qui continue à régner sur le Hedjaz, l'Irak, l'Égypte et une partie de la Syrie. Marwān Ier gagne la querelle dynastique, et le résultat est que la nouvelle lignée des califes omeyyades devient celle des Marwanides, ses descendants. Il reprend également l'Égypte et la Syrie, mais il ne réussit pas à vaincre complètement ʿAbd Allāh ibn Az-Zubayr.
En 685, Marwān Ier rentre en Syrie après une campagne en Égypte. Époux de la mère de Khālid, fils de Yazīd Ier et prétendant à la succession, Marwān Ier fait nommer son fils ʿAbd Al-Malik comme héritier. Alors la mère de Khālid venge son fils en étouffant le calife sous un coussin dans son sommeil le 7 mai 685. Certaines sources le donnent mort de la peste. Son fils ʿAbd Al-Malik lui succède.

## Réalisations
Marwān Ier établit les poids et mesures standards.